# 海はふりむかない
「海はふりむかない」は、1969年9月10日に発売された西郷輝彦のシングル。
本記事では、西郷輝彦を主演とし本曲を主題歌とする1969年9月17日に公開された松竹の映画『海はふりむかない』についても記述する。

## 解説
本作は、芸能雑誌『明星』による「西郷輝彦の唄う歌」の歌詞の募集があり、一般アマチュア応募者による当選作がレコード化されたものである。また、松竹が西郷主演で同名の映画を製作して、その主題歌ともなった。
1969年の『第20回NHK紅白歌合戦』に西郷が出場した際にはこの曲を歌唱しており、その映像が現存する。

## 収録曲
1. 海はふりむかない（3分7秒）
作詞：田谷静恵／補作詞：水沢圭吾／作曲：中川博之／編曲：小杉仁三
2. 渚の恋まつり（2分57秒）
作詞：星川あゆみ／補作詞：水沢圭吾／作曲：小杉仁三／編曲：土持城夫

## 映画
曲と同名タイトルの映画が1969年9月17日に公開された。製作配給：松竹。ヒット曲を元にした歌謡映画、恋愛映画。西郷輝彦主演・斎藤耕一監督。

### あらすじ
エリートコースをひた走る兄とは対照的に弟・礼次は、横浜で気ままな暮らしを送る。出世のために兄がフッた美枝に同情するが、原爆病を病んだ彼女の余命の短さを知り、同情は激しい愛へと変わっていく。

### スタッフ
- 監督：斎藤耕一
- 製作：樋口清
- 脚本：星川清司
- 撮影：小杉正雄
- 音楽：服部克久
- 美術：梅田千代夫
- 録音：平松時夫
- 編集：大沢しづ
- 照明：本橋昭一

### キャスト
- 杉江礼次：西郷輝彦
- 杉江高志：勝部演之
- 里村美枝：尾崎奈々
- 本田真理子：夏圭子
- 里村周吉：森次浩司
- 杉江敬子：有川由紀
- ヒロ子：麻生れい子
- 県立広島病院の医師：中山仁
- 真理子の友人：高田恭子
- ゴーゴークラブ歌手：由美かおる（特出）
- 流し：美川憲一
- 安田（「モーリス商会」のオヤジ）：内田朝雄
- 杉江㐂久子：志賀真津子

#### 音楽
- 主題歌：西郷輝彦「海はふりむかない」（クラウン）
- 挿入歌：西郷輝彦・尾崎奈々「ぶらんこの歌」（クラウン）、由美かおる「デートの日記」（クラウン）、美川憲一「女とバラ」（クラウン）、高田恭子「ゴンドラまかせ」（キング）[1]。

### 製作
西郷輝彦ファンからの映画化の要望があり、松竹で映画化された。松竹は本作の直前に映画版『男はつらいよ』第一作が公開された時期。映画界では一人勝ちの東映を真似て、エログロにも手を出し、企画の多さから「まるで雑貨屋」などと揶揄され、配収も五社で最低となる月もあった。この年4月28日の定時株主総会後の取締役会で、三嶋与四治が映画製作本部長兼企画部長に就任し、喜劇を軸に青春路線と娯楽路線で固めることを決めた。「男はつらいよ」は第一作公開前にシリーズ化を決定。松本清張作品を次々に映画化し、邦画の製作配給は赤字が続いてはいたが、布石を打っていた時期といえる。松竹はほぼ邦画オンリーの東映・日活・大映に比べれば、映画以外の部門（歌舞伎・演劇）が強く、加えてボウリング、貸しビルが好調で、経営自体は全く揺るがず。この夏は配給だけやった『栄光への5000キロ』が大当たりし、洋画興行もコンスタントに稼いでいた。本作は斎藤耕一監督が1968年の『思い出の指輪』以降手掛けた歌謡青春ドラマの佳作群に位置付けられる1本で、このうち5本に出演した本作でも薄幸のヒロインを演じる尾崎奈々は、斎藤監督の流麗な映像に細身の容姿がよく映えた。

#### 撮影
西郷の歌の歌詞に特定の地名は出て来ないが、前半3分の2と、ラスト約15分を合わせた全体約4分の3近くが神奈川県横浜市、後半約4分の1が広島県広島市が舞台となっており、映画では地名も出る。ラスト近くに東京羽田空港のシーンが3分程度ある以外は、両都市でふんだんにロケが行われている。
横浜ロケは横浜港、中区小港町「モーリス商会」、横浜中央病院など。酒場が3軒出るが、室内なので全て松竹撮影所のセットなのかもしれないが50分頃、西郷輝彦と夏圭子が訪れる外国人しかいない酒場でアコースティックギターで演奏するのはカントリー・ミュージックか何か分からないが、その音に合わせて踊る人がいることと、白人と黒人が混在しており、このような店が当時あったのかは分からない。
広島パートでは、広島の特徴的なお盆風景である派手な盆燈籠が墓所一面に供えられているシーンがあるため、公開年のお盆の時期に広島ロケが行われたものと見られる。この後、尾崎が墓参りの帰りに広島電鉄の路面電車に乗車中、尾崎を追って広島に来て歩道を歩く西郷が電車の尾崎に気付き、電車を追いかける。福留ハムの配達車がとまっているのは広島駅付近と見られ、電車の窓から西郷が走るシーンを捉える場所は猿猴橋町電停付近で、電車が荒神三差路を右に曲がり西郷も道路上を走るシーンがある。その後に銀山町側から稲荷大橋を捉えたシーンに移り、一つの画面に電車が4台、通称「赤バス」といわれる広島バスと、通称「青バス」と呼ばれる広電バスが4台映るシーンがあり、さらに交通量の多い場所で、広島市の路面電車は、幹線道路の真ん中を走るため、画面からは撮影用に交通規制をしているようには見えず、ゲリラ撮影で人気スター西郷を軌道敷横、道路の中央付近を走らせ、車がその横を通過する危険なシーンがある。銀山町電停で追いつき、電車に乗り込む。この電車が「貸切」と書かれているため撮影用の貸切と分かり残念。この後、江波車庫?内で抱き合い、隣の公園でブランコに乗る。他に県立広島病院、広島平和公園などで俳優参加のロケが行われ、原爆ドームの夕景などの実景も映る。

### キャッチコピー
ただ一筋にひたむきに

燃焼するー二人の愛

奔放に生きてきた若者が

初めて知った真実の愛

相手は兄が棄てた女

しかし

彼女の命は限りあるものだった…

### 備考
- 後半広島が絡み一転、反核的内容を帯びる[3]。劇中、尾崎奈々が、西郷輝彦に「私、白血病だって言われてるのよ。お医者様に」と言うと西郷が「白血病って何だい?」...「私死ぬかもしれないわ」 ...「そんなバカな」...「医者ってのは大袈裟にして儲けやがるからな」...「大したことないって。大丈夫だよ。何だそんなことぐらいで」...などのやりとりがある。半ば過ぎに尾崎の兄・森次浩司が西郷と酒場で飲みながら「運転手風情の兄貴が…」「なにしろ...俺たち広島で生まれたもんだから、原爆に関係があるんじゃないかって...」...「だいいち俺も妹も終戦後何年も経ってから生まれたんだ。だからそんな（原爆と白血病が関係している）筈はないんだ」などと言う。後半、県立広島病院で、西郷と医師役の中山仁とのやりとりで、中山「これまでの医学的な研究検査の結果では被爆者二世に残留放射能の影響があるという、絶対的なデータは出ていないんですよ。従って被爆者認定の範囲も当時母親の胎内にいた者までに限られているわけだ。つまり…里村美枝という人の白血病も原爆と関係あるかどうか、被爆者二世全体を掌握して、健康状態を管理しない限り…誰にも究明できないことなんです」 西郷「ひと言でいえば、何にも分からないってことですか?」 中山「…そうです」 西郷「そんな…あんたたち医者だろ!…24年もかかって何にも分かってないなんて、そんなバカな!」 中山「分からないとしか言いようのない現状なんです……僕個人としては、現在の医学水準では分からないとするABCCの主張には納得できない…いやしかし、被爆者の子どもの全てが不治の病気にかかるとは決まっていないんですよ……あの人を大事にしてあげて下さい」西郷「………」というセリフがある。

- 西郷の妹役の有川由紀は本作の監督・斎藤耕一とこの後結婚している。

## 作品の評価
寺脇研は「本作は西郷輝彦主演の歌謡青春映画の最後作であるが、西郷の、というより御三家主演作で最も良質な映画だと思う。御三家映画は無難なベテラン娯楽映画専門監督が手がけることが多いが、多作の影響で短期間で企画を脚本化せねばならず、古臭いありきたりの話になってしまうことが多かった。しかし本作は、新感覚の映画で注目を集めていた新鋭・斎藤耕一監督で新味が出ている。話の内容は日活の難病悲恋ものの頂きと思われても致し方ない。しかしカメラマン出身の斎藤監督が斬新なカメラワークで横浜をヴィヴィッドに見せる。また平和記念式典などの映像で何度となく目にする平和公園が、全く雰囲気の異なる叙情的な空間に感じられるし、広島の街が二人の姿を包みこむ舞台に見えてくる。当時22歳の西郷と21歳の尾崎の生身の若さも躍動している。現実の広島が原爆の惨状に遭ってまだ24年。街は繁栄していても、その背後には後遺症に苦しむ若者たちがたくさんいた。映画はそんな現実に動いている1969年の日本社会が、ドキュメンタリー映像のように存在感を示す。それは同時に、時代の真っ只中にある青春像の提示だったといえる」などと評している。

## ソフト化状況
ビデオも発売され、2006年1月28日には松竹からDVDも発売されている。